# 松平定信
松平 定信（まつだいら さだのぶ、宝暦8年12月27日〈1759年1月25日〉- 文政12年5月13日〈1829年6月14日〉）は、江戸時代中期の大名、老中。陸奥国白河藩の第3代藩主。定綱系久松松平家9代当主。江戸幕府8代将軍・徳川吉宗の孫。老中であった1787年から1793年まで寛政の改革を行った。定信は前任の田沼意次の政策をことごとく覆したとされているが、近年では、寛政の改革による政治は、田沼時代のものと連続面があるとの指摘もされている。

## 生涯

### 出生
宝暦8年12月27日（単純な換算で宝暦8年は1758年になるが、グレゴリオ暦では既に新年を迎えており、1759年である）、御三卿の田安徳川家の初代当主・徳川宗武の七男として生まれる。実際の生まれは12月26日の亥の半刻（午後10時ころ）であったが、田安徳川家の系譜では27日とされ、また「田藩事実」では12月28日とされている。宝暦9年（1759年）1月9日に幼名・賢丸（）と命名された。生母は香詮院殿（山村氏・とや）で、生母の実家は尾張藩士として木曾を支配しつつ、幕府から木曾にある福島関所を預かってきた。とやの祖父は山村家の分家で京都の公家である近衛家に仕える山村三安で、子の山村三演は采女と称して本家の厄介となった。とやは三演の娘で、本家の山村良啓の養女となる。宗武の正室は近衛家の出身であるため、とやも田安徳川家に仕えて宗武の寵愛を受けた。定信は側室の子（庶子）であったが、宗武の男子は長男から四男までが早世し、正室の五男である徳川治察が嫡子になっていたため、同母兄の六男・松平定国と1歳年下の定信は後に正室である御簾中近衛氏（宝蓮院殿）が養母となった。
宝暦12年（1762年）2月12日、田安屋敷が焼失したため、江戸城本丸に一時居住することを許された。宝暦13年（1763年）、6歳のときに病にかかり危篤状態となったが、治療により一命を取り留めた。しかし定信は幼少期は多病だった。

### 将軍候補
幼少期より聡明で知られ、田安家を継いだ兄の治察が病弱かつ凡庸とされ、一時期は田安家の後継者に、いずれは第10代将軍・徳川家治の後継になると期待される。
宝暦12年（1762年）、家治に嫡男の家基が誕生するが、元服後に18歳で死去。
定信が17歳（満15歳3ヶ月）となった安永3年（1774年）3月15日、陸奥白河藩第2代藩主・松平定邦の養子となる事が決まっている。兄・治察はまだ子がなかったのでこれを望まなかったが、将軍・家治の命により決定される。後年寛政2年（1790年）に一橋治済が尾張家、水戸家の当主への語りによると、松平定邦が溜詰への家格の上昇を目論み、田沼意次の助力もあり田安家の反対を押し切って定信を白河松平家の養子に迎えたという。
白河藩の養子になった後しばらくは田安屋敷で居住しており、同年9月8日（実際は8月28日）の治察の死去により田安家の後継が不在となった。養子の解消を願い出たが許されず、田安家は十数年にわたり当主不在となった。定信の自伝『宇下人言』によると治察臨終の際、養母の宝蓮院は御側御用取次の稲葉正明から定信が田安家を相続する話を取り付けていたが、後に田沼意次らが約束を破ったと書いている。『宇下人言』で「もと心に応ぜざる事なれども、執政邪路の計らいより、せんかたなくかくなりし」（もともと養子になることは本意ではなかったが、老中たちの悪だくみにより、止む無く養子になったのだ）と定信の思いが書いてある。
家督相続後、定信は養父の意思に従い、田沼に賄賂を贈るなど幕閣に家格上昇となるように動く。ただし、実現したのは田沼が老中を解任された後であった。

### 天明の大飢饉
天明3年（1783年）から天明7年（1787年）にかけて大飢饉がおこり、特に天明3年は東北地方の被害が甚大であった。前年に西国の凶作で江戸の米価が急騰。東北地方一帯は平年作であり、東北諸藩や商人達は備蓄米まで次々と江戸に向けて売り出してしまっていた。翌年、東北は春先から天候不順であり、夏になると冷害の被害による凶作が予想される状況だった。東北諸藩は江戸への廻米（かいまい）を行ない続け、庶民は江戸への廻米に反対し米の買占めを図った御用商人への打ちこわしを起こす事態となった。津軽藩では「江戸への廻米の中止」と「米の安売」を要求して、7月に各所で打ちこわしが起こったが、民衆の反抗を押え込んで江戸廻米は強行され飢饉の被害を増大させた。同様に東北の多くの藩で江戸や大坂への回米を強行し民衆による打ちこわしが起こっている。
幕府領での不作によって年貢収納は激減している為として、非常時の援助金である拝借金を幕府はほとんど認めなかった。天明3・4年の飢饉における拝借金は6大名1万9,000両余りに過ぎず、吉宗時代、享保の大飢饉の際の総計33万9,140両の金額と大きな差があった。享保の大飢饉の際は凶作となった西国を救うべく幕府は27万5,525石もの米を輸送したが、天明の大飢饉の際、幕府は東北に対し全く米を送らなかった。理由は当時飢饉に対し蓄えておくはずの城米・郷倉米が「役に立たない」という理由で備蓄の規模が大きく縮小するなどと飢饉に対する備えをしていなかったからだった。江戸浅草の御蔵の米備蓄も既に廃止されていた。
東北諸藩からの廻米を受けても江戸の米価急騰は止まらなかったために、幕府は全国の城に蓄えた城米を江戸に廻送させた。天明3年に江戸に廻送された城米は37城11万3,864石余りに及ぶ。また、短期限定で江戸への自由な米の持込と販売を許可するなどして江戸への米の流入を促そうとした。政策は当初は上手く機能したが、統制のとれていない無節操な新規の参入は持ち込んだ米の値上がりを見越した売り惜しみによる米の高騰へと繋がり逆効果に終わってしまった。天明4年（1784年）4月、幕府は全国を対象として、村役人や農民が所持している自家用以外の米の販売・買占めを行う者がいれば領主に申し出ることなどといった買占め禁止の令を発する。同時に諸藩が江戸への回米を行う際に道中での米の売買を禁止、江戸に入る米の量を確保するといった一見矛盾ともいえる法令を出している。

#### 白河藩での対応
白河藩でも天明3年の東北の大飢饉の際には、裕福な家臣や町人が米を他所に売り払い米不足が起こり、家臣への俸禄の支給が遅延していた。東北諸藩は既に穀留を発しており周辺からの買米は不可能であった。当時の藩主であり定信の養父である松平定邦は山間部を除いて被害が少なかった分領の越後から米を輸送させると共に、江戸へ赴き会津藩に対して白河藩の江戸扶持米を与える代わりに会津の藩米の入手を願い入れ、同年12月までに会津藩米6,000俵を白河へ移送させた。また、他藩や上方からの米購入も図っている。定邦のこれらの飢餓対策は定信の助言によるものである。同年10月、定信は家督を相続し、藩主として藩政の建て直しを始める。近領の藩主でかねてから親交の厚かった本多忠籌から定信に宛てた当時の書状には白河藩の飢餓対策が奥羽において類を見ないほど適切であったと評判になっていること、飢餓民救済の政策に感銘したのでやり方を学びたいなどといった内容が書かれている。

### 寛政の改革
天明の大飢饉における藩政の建て直しの手腕を認められた定信は、天明6年（1786年）に家治が死去して第11代将軍・徳川家斉の代となり、田沼意次が失脚した後の天明7年（1787年）、徳川御三家の推挙を受けて、少年期の家斉のもとで老中首座・将軍輔佐となる。そして天明の打ちこわしを機に幕閣から旧田沼系を一掃粛清し、祖父・吉宗の享保の改革を手本に寛政の改革を行い、幕政再建を目指した。
老中職には譜代大名が就任するのが江戸幕府の不文律である。確かに白河藩主・久松松平家は譜代大名であり、定信はそこに養子に入ったのでこの原則には反しない。家康の直系子孫で大名に取り立てられた者以外は親藩には列せられず、家康の直系子孫以外の男系親族である大名は、原則として譜代大名とされる。しかし、定信は吉宗の孫だったため、譜代大名でありながら親藩（御家門）に準じる扱いという玉虫色の待遇だったので、混乱を招きやすい。
改革直前の状況を見てみると、田沼意次の政治により武士の世界は賄賂とコネによる出世が跳梁しており、農村では貧富の差が激しくなり没落する貧農が続出していた。手余地・荒地が広がり、天明年間に続出した飢饉にて離村した農民は都市に大量に流入し社会秩序を崩壊させた。寛政の改革はこのような諸問題の解決に向け綱紀粛正、財政再建、農村復興、民衆蜂起の再発防止などといった問題に立ち向かっていった。田沼が発布した天明3年からの7年間の倹約令を継続し、財政の緊縮を徹底し、諸役人の統制を行った。

#### 幕府財政再建
幕府財政の再建の為に、大胆な財政緊縮政策を行っている。『宇下人言』によると幕府の金蔵は吉宗時代の253万両から明和7年には吉宗時代以上の高い年貢率であった九代・家重時代の蓄財もあり備蓄金は300万両程も貯まっていた。だが、天明の大飢饉による支出の拡大によって備蓄金は底を突きかけていた。定信就任当時、天明の大飢饉の損害と将軍・家治の葬儀の為に幕府財政は百万両の赤字が予想されるほど切迫していた。改革最初期の天明8年（1788年）には幕府の金蔵には81万両しか残っていなかった。その為、定信は即効性のある厳しい緊縮政策を実行し財政再建に努めた。倹約令や大奥の縮小、諸経費の削減などといった田沼時代にも行った緊縮政策を継承し切り詰めた結果、幕府の赤字財政は黒字となり、定信失脚の頃には備蓄金も20万両程貯蓄することができたという。

#### 倹約・統制
田沼時代の運上金、冥加金の上納を引き換えとして特権を与えるなどといった商業資本重視の政策は下層への搾取を生み、富商・富農の誕生を促進させた。富を商品流通構造に係わる一部の生産者への集中で貧富の差の拡大が進行し、小農の経営を破壊し、離村する農民の増加を促した。離村した貧農は都市へと流出し、農地は「手余り地」となって、耕作されずに放置され、農村の荒廃を生んだ。天明の飢饉がより事態を悪化させる。『宇下人言』の記載には「天明午のとし諸国人別改められしに、まへ之子のとしよりは、諸国にて百四十万人減じぬ」と書かれており、午年（1786年）の人別帳を見ると、1780年と比較して農業人口が140万人も減少していると述べた記載である。当時の全人口は3千万人の約4.6%の数値となる。この人別帳からいなくなった140万人は全員が天明の大飢饉で死んだのではなく、多くが人別帳を離れて江戸などの都市へ流入するなどして離村や無宿化し社会問題化していた。
農村が武家財政の基盤であったため、前代の飢餓対策の不徹底で発生した負債は年貢収入の激減に直結し、幕府財政は極度に窮迫した。また、多くの下層農民が離村して都市へと流入。農村人口が減少して小作人が不足し、農業生産に支障をきたすようになった。天明期になると労働力不足の結果、地主経営も難しくなってきており、農村自体に行き詰まりが見られるようになっていた。離村による都市貧民層の形成は都市のあり様をも大きく変化させていた。天明期になると大商人や武家の奉公人になろうとする人が激減し、奉公人の給与が高騰していた。幕府は田沼時代からたびたび奉公人の給料高騰を取り締まる法令を出すが全く効果が無かった。
定信は大量離村という社会問題に加え、社会の変化により離村者や非農業従事者の増加、商業的農業の拡大による米の減産と、農家の奢侈化により米の消費の増大といった事による余剰食糧の減少によって再び飢饉が起こった時、食糧危機からの被害が拡大することを警戒していた。
対策として倹約や風紀粛正をした。定信は『宇下人言』の中で、倹約令と風俗統制令を発すると江戸の景気が悪くなり零細商人、職人、博徒、無宿が困窮することによって、武家や町方の奉公人と帰農者の数が増大し、奉公人の給与は下がり、帰農者は増え、手余り地の復興が成し遂げられるだろうという思わくを書いている。しかし、倹約令や風俗統制令を頻発したために江戸が不景気になり、市民から強い反発を受けたため、各種の法令を乱発することになった。
寛政3年（1791年）9月、換金性の高い綿花や菜種などを除いた商品作物の栽培を、畿内以外の地域では制限するようになった。

#### 農村の復興
「享保の改革」では倹約を中心とする財政支出を抑える政策と定免法の採用による年貢増徴策がとられたが、「寛政の改革」の時期は年貢増徴を行える状況ではなく、「小農経営を中核とする村の維持と再建」に力を注ぐこととなった。その一つが農民の負担を軽減する目的で行った減税・復興政策だった。
- 助郷の軽減：経済の発達によって輸送量と通行者が増加し、年貢米の納付の免除と引き換えに宿場周辺の村落に課されていた助郷の夫役は、無賃・低賃銭の伝馬役などの頻度の増大による多大な不足分補填のため助郷村の財政の窮乏を引き起こしていた。そこで助郷の負担を定め,規定を超えた時は貨幣を支払うものとした。
- 納宿の廃止：寛政元（1789年）9月、大坂米蔵の納宿（）を全廃、翌年には江戸の納宿も全廃し年貢米を村々の直納とした。納宿とは、幕領の村々から事務手続きに不慣れな農民に代わって年貢米を廻送し蔵納めまでを取り扱った株仲間だった。彼らはその手数料の他に年貢が不足した際に貸付を行い、そこから種々の不当な要求を押しつけるなどと有利な立場から農民に対して中間搾取を行っていた。そこで納宿の代わりに江戸の米商人から上納を一手に引き受ける「廻米納方引請人」を数名任命し、実直に営業するように命じた[13]。これが「米方御用達」の起りであり、半官半民の「米方御用達」は、それに登用された商人を通じて年貢を納入し、農民への余分な負担をかけないようにした。
- 人口増加政策：天明の大飢饉からの回復を目指し、間引きの禁止、現代でいう児童手当の支給を実施。寛政2年（1790年）には2人目の子供の養育に金1両、寛政11年（1799年）にはさらにそれを2両に増額している。

#### 公金貸付
公金の貸し付けは江戸時代初期からみられるが、領主財政の窮乏、農村の荒廃が深刻化した田沼時代（宝暦～天明期）の影響もあり、寛政の改革より幕府公金の貸出高が飛躍的に増大した。寛政12年（1800年）における貸出高は約150万両に及んでいる。貸付金の利子率はほぼ年利1割前後であり、民間の金融市場の利子率よりやや低めであった。貸付金は利殖が目的であったので、対象は困窮民ではなく、大名・旗本の場合は年貢米を、豪農・豪商の場合は家屋敷や田畑を担保にして貸し付けた。この貸付利金は、幕府みずからの財政補填のほか、農村復興、宿場助成、用水普請助成、鉱山復興などの資金にあてられた。
中でも寛政の改革では「荒地起返ならびに小児養育御手当」を設け多用していた。これは代官が私領の豊かな豪農に公金を貸し付け、その利金で小児養育や帰農・荒地復興など幕領の困窮した農村の救済に充てることが許された政策であった。陸奥国で代官をしていた寺西封元の例をあげると、寺西は幕府から預かった5,000両を年利一割で貸し付け、その年500両の利金を小児養育金の支給や帰農のための離村した者の農具代などに使っている。このような運用は他の代官達も採用している。以上のような公金貸付・運用政策は、寛政期以降積極的に採用された幕府の政策であり、定信の考え方に色濃く影響を受けた政策である。

#### 江戸地廻り経済の活性化と技術成長
定信は経済政策として「江戸地廻り経済」（関東経済圏）の活性化と技術成長を促す事で「上方一強」の打破を目指した。
寛政年間、定信は「西国ヨリ江戸ヘ入リクル酒イカホドトモ知レズ、コレガタメニ金銀東ヨリ西ヘ移ルモノイカホドト云ウコトヲ知ラズ（江戸の民衆の酒代でどんどん関西にお金が流れてしまっている）」と嘆き、江戸の金が上方に流れるのを少しでも阻止しようとしたとされる。その為に江戸近郊で作った地廻りの酒を普及させようと、希望者に資金を貸し付けたり、上方の酒の入津制限を行なうなどの政策をとった。
江戸の商品需要を上方からの下りものに頼ると、輸送費がかかる分だけ江戸では消費者物価が高くなり、江戸からの大量の金銀流出にも繋がる。金銀流出を抑えたい幕府は寛政2年（1790年）から改善を試みることにした。
「下り物」に負けない製品を生み出す事を目指し「酒」や「木綿」「醤油」などの改良も奨励した。結果、醤油や木綿など、幾つかの品目においてはある程度の成功を収め、特に醤油については銚子、野田、土浦などで大成功。関東の人間の嗜好に合わせた濃口醤油が普及した結果、時代が下るにつれ「下りもの醤油」の輸入は減っていった。文化年間に普及した「濃口醤油」、「上総木綿」、「本味醂」などが広まったのは定信以降の幕府の後押しと職人達の努力の成果といえる。
酒造は上手くいかなかった。寛政年間、幕府は関八州拝借株を貸与し、「御免関東上酒」の製造を命じ、江戸で直接小売販売を行わせるなどして、関東地方の酒造業の保護、育成を行った。関西地方から流入する「下り酒」に、江戸から流出する富の東西不均衡を是正する意味もあったが、関東酒の水準向上の原動力となった。
一定の成果こそ収めたものの、上方の酒の品質に勝つ酒は造れず、関東で酒を造り始めた酒家も続かず、発行された酒株も明き株となる事も多々あったとされる。関東の酒蔵品質が飛躍を見せるのは明治時代後期においてである。
他にも新設した勘定所御用達へ江戸に住む者のみを充て、上方市場に対する江戸市場の地位を引き上げようとした。多額の貨幣が東から西に流れる事態を変える為、南鐐二朱銀を西国筋や中国筋への流通を促し、金本位による統一的な貨幣市場を作ろうとした。

#### 棄捐令
棄捐令とは、生活に困窮する旗本・御家人を救おうと、寛政元年（1789年）に、札差から借りた借金の一部帳消し又は低利での年賦償還を命じた法令。それは以下の通りの内容である。
- 天明4年以前の（6年以上前の）札差からの借金は、理由のいかんを問わず棄捐する。
- 天明5年4月から寛政元年までの借金を、元金、利子ともに年利6%に下げ、年賦返済とする。
- 寛政元年以後の利子は、年利12%に引き下げる。
- 大多数を占める零細の札差のため、新規融資をしない金主への対策として、幕府出資で貸付会所を新設する。
- 札差が金主から借りていた金について、札差の踏倒しを認め、金主が奉行所に訴えても5年以前のものは受理しない。
- 旗本・御家人への貸付けは今迄通りに実行すること。

棄捐令発布前に札差の経営状態を調査してみると札差97軒のうち完全に自己資金で経営しているものは7軒に過ぎず、全体の七割強が他所から資金を調達して経営していた事がわかった。このまま借金の棒引きをすると、札差が多額の金銭的損害を被り経営困難に陥り、恨みを買って旗本への再融資を拒否してしまう。それでは却って融資の道を絶たれた旗本・御家人達が更なる貧窮に陥る事態の繰り返しになってしまう事を松平定信ら幕府方が危惧した。
そこで勘定奉行久世広民は、棄捐令発布後の札差を助けるため、公金を貸し付ける案や札差への資金貸付機関となる猿屋町会所の設立を定信に提案した。それは江戸・京都・大坂の有力豪商らから資金を募って経営状態の良い有力な札差に会所を運営させて経営困難となった札差に年利一割の低利で貸し付けるというものであった。久世はこの案を、札差は他から資金を借りずに営業を存続でき、長年富豪の元に溜め込まれた金が世に流通することにより経済が活性化するだろうと評している。会所にて経済的に困難に陥った札差への経営資金を融資を行った結果、札差株の価格は大いに下落したものの、廃業者が続出するような事はなかった。
最終的に棄捐令の実施時期は9月の冬服の取替が終わった後となった。この時期なら札差からの資金の出資が滞っても困らないだろうという配慮だった。完全棒引きの対象は6年以前の借金のみと決められた。その理由は、当時表面年利は18％だったのだが、札差は色々名目を設け、各種様々な手数料や利息を二重取りするなどと実質の金利は18％を大幅に上回る不正利殖をしていたので、6年以降の借金であるならば元本を上回る金額を既に回収し終わっているのだから、棄捐しても元金の丸損にはならず札差も不満はないだろうという考えによるものだった。
棄捐令から7日後の9月23日、札差28名による嘆願書が提出された。嘆願書には、自分達は零細の営業であり今まで他所から資金を借りて営業してきたが今回の棄損に利安とあっては営業が立ちがたく、もう金は貸せないというのだ。幕府は即対応し、翌日、札差の代表に2万両を下賜し、うち1万両は10年間返さなくてよく、残り1万両は会所での貸出資金とせよと命じた。とっさの対応ではなく、公儀から札差に2・3万両程の融資は計画段階から予定されていた。これを受けて札差も嘆願書を引っ込めている。札差の貸し渋りが始まった。定信は久世に宛てて「今までは暮れに20両ほど借り返せていたのに、今年はやっと4・5両、同心などはわずか1両というありさまで、これでは貧乏なものは年が越せず、御仁恵が無駄になってしまう。札差の自己資金が足りなければ会所から借りさせよ。」と送り、年内に解決するよう急かしている。奉行と札差との間で交渉が続いた。最終的には棄捐令発布当初、年利12%のうちの2％だった札差の取り分を6％として事態は収まった。公儀からの金をそのまま武家に仲介するだけで利息の半分を得て、札差としても利が多かった。年越し前の12月26日という瀬戸際の妥結によって当初の予定から3ヵ月遅れたが、会所の資金が札差経由で武家に渡るようになり、年越しができないと危惧された大規模な貸し渋りの事態は回避された。札差への経済支援は続き、翌年7月には武家に貸した額の4割を会所から低利で貸し出す措置が決まった。
通説では棄捐令の借金棒引きは、困窮した武家を救済するための苦し紛れの方策と位置付けられてきた。歴史学者の山室恭子は幕府も武家も商人にも利を与える成功した政策だったと述べている。山室は、天保の無利子年賦返済令の際の当時の勘定奉行の発言に「延享3年から寛政9年までは52ヵ年、寛政9年から今年までは47ヵ年になります。およそ50年に一度、借金を破棄する措置を実施しないと、かえって世上の金銀が流通しない原因となってしまうと存じます」という記録があると指摘。江戸時代には今の銀行が行っている預金を他者に融資し市場に還流されるような仕組みが無いため、商人などの富裕層が退蔵が進むと貨幣の流通量が減った結果、景気が落ち込むという現象が発生する。そのため、幕府は意図して周期的に富裕層の商業資本金を吐き出させて貨幣が停滞しないようにする必要があった。棄捐令や貨幣改鋳などの政策は一時しのぎの場当たりな政策ではなく一定間隔で行われる商人への一括の課税であり、いうなれば富豪に対する貯蓄課税だったといえる。これらは同時に豪商に退蔵される貨幣を吐き出させ貨幣供給量を増やすことで経済の停滞を防ぎ経済活性化を目的とする富の再分配の施策であったと主張している。

#### 福祉政策
福祉政策を行い、飢餓に備えて各藩で「社倉」「義倉」に穀物を備蓄するよう命じた。また、インフラ整備などのために町で積み立てる救済基金ともいえる「七分積金」を江戸の各町に対して命じた。この七分積金は幕末になると単に備蓄するのみならず、都市整備や産業振興のための貸付の元手としても活用されるようになり、明治維新の際の江戸城無血開城では多くの余剰金が見つかり、東京の街づくりに使われた。
治安対策のために、地元を追放された無宿人や浮浪者を一か所に集め、石川島にて大工や米つきの訓練をする「人足寄場」を設けた。これは定信が更生の為の職業訓練施設の設置を立案し、凶悪犯摘発を職務にする火付盗賊改の長谷川平蔵がそこから具体案を上申して設置が実現した。『宇下人言』において「この人足寄場によって無宿人たちは自然と減り、犯罪も少なくなった。 すべて長谷川平蔵の功績である」と書かれている。
平蔵の加役就任は定信の人事であったが平蔵の評判は悪かった。しかし働かせてみると結果を出し、翌年には褒美までもらっている。当時の世情・風聞をまとめた『よしの冊子』の中においても、「長谷川は先頃はさして評判がよくなかったが、奇妙に町方の評判がよく、定信も『平蔵ならば』と認めるようになった」と記載されている。定信は平蔵について「利益を貪るために山師のような悪行をすると人々が悪く言うが、そうした者でないとこの事業は行えない」と評している。
平蔵は定信による銭高の実務も担った。これは財政収入が目的で安い時に銭を買い、流通量を減らして銭の値段が上がったところで銭を支出し利益を出すのが目的であった。利益は人足寄場の維持費に使われた。

#### 諸役人の統制
定信は、勘定方30人、普請方20人の不正役人を罷免し、代官も2年間に8人を処断し19人の代官を交代させた。また、荒れ地や農業用水の再開発のために多額の公金貸付を行い、代官を地域の代官所に長期勤務させて農村の復興を図った。結果、寺西重次郎、岡田清助などといった神社で神に祀られたりするような「名代官」が各地に誕生した。

#### 教育政策
教育政策では朱子学で幕府に忠実な封建官僚群を育成しようとした。
寛永に先立つ安永・天明期の儒学界の動静を概観すると、朱子学に対抗して享保初年頃に荻生徂徠によって提唱された古文辞学が流行し、上方を中心に陽明学も盛んになりつつあった。一方朱子学は幕府において林家の家学となりつつあり、林家の学問自体も教条主義的なものとなっていた。林家系統以外の朱子学者である新井白石や室鳩巣を重用するなど林家離れの傾向もあり、林家の事実上の世襲とされてきた奥儒者（将軍の侍講）に鳩巣や徂徠の弟子である成島勝雄が就任するなど林家の朱子学は不振となる。また、林家第6代林鳳潭の代の天明5年（1785年）に起こった年貢先納金騒動により、林家が財政的困窮から湯島聖堂領の年貢を家計へ流用していたことが発覚し、林家が昌平黌を運営することに対して不信感も生じていた。そのような状況の中、朱子学を正統の学とする立場に立って、古義学や古文辞学を異端の学（異学）として批判する論調が那波師曾を先駆けとして生じ、西山拙斎は昌平黌の儒官であった柴野栗山に朱子学を官学とするよう説得し、また、尾藤二洲や頼春水といった朱子学正学論に基づいて異学の排斥を主張した儒者の主張も定信の耳に達していた。
定信は、寛政2年（1790年）5月24日に大学頭・林信敬に対して林家の門人が古文辞学や古学を学ぶ事を禁じると通達し、幕府の儒官である柴野栗山・岡田寒泉に対しても同様の措置を命じた（寛政異学の禁）。更に湯島聖堂の学問所における講義や役人登用試験も朱子学だけで行わせた。林信敬の補佐として柴野・岡田に加えて尾藤二洲や古賀精里を招聘して幕府儒官に任じ、荒廃していた湯島聖堂の改築を行った。幕府は服部栗斎に麹町善谷寺谷の土地を貸与し、成人を対象に道徳教育を施した庶民教育機関麹町教諭所（麹町学問所、麹渓書院とも）を開かせた。寛政4年（1792年）9月13日には旗本・御家人の子弟を対象として朱子学を中心とした「学問吟味」を実施。寛政5年（1793年）7月に、塙保己一に麹町裏六番町の土地を貸与して和学講談所を開かせた。
寛政5年（1793年）4月に定信主導の学制改革に必ずしも協調的とは言えなかった林信敬が嗣子の無いまま急死すると、幕府はその養子縁組にも介入し、譜代大名松平乗薀の子である松平乗衡（林述斎）を養子として送り込み、林家の湯島聖堂への影響力を抑制した。そして同年7月の定信の老中辞任後も将軍・家斉の意向によってこの政策は継承され、湯島聖堂から学問所を切り離して林家の運営から幕府直轄の「昌平坂学問所」に変更した。昌平坂学問所は幕臣子弟以外にも他藩の留学生や浪人の入学も許可しており、地方からくる留学生のために寮まで完備するなど、幅広く入学間口を開いていた。学問吟味の成績優秀者にはこれにより出世の糸口を掴んだものも多かった。後に、黒船来航で難局に立った幕末の若年寄（次官）や奉行（局長）の多くは学問吟味で抜擢された者が多く、この試験制度のおかげで幕末の幕府は優秀な人材を揃えることができた。「徽典館」では庶民の入学も許可しており、「講武所」や「医学所」も併設されており、成績が優秀だと甲府勤番に登用される例もあり、庶民や御家人など低い身分の者にも出世の機会が得られた。寛政11年（1799年）11月には定信時代からの懸案であった湯島聖堂の大規模な改築が行われる。享和元年（1801年）4月20日には将軍・家斉が徳川家宣以来絶えていた湯島聖堂参詣を行い、定信の正学復興の意図はほぼ完成した。
朱子学というと「カビ臭い、封建的要素に満ちた偏狭な学問」と思われがちだが、朱子学における格物窮理という考えは西洋的思考、論理的追及に通じる面があり、18世紀後半、西洋の自然科学の受け皿になったとされる。中国においても明清朝の学者たちは実証科学を、居敬窮理・格物致知の名で呼び、朱子学的思惟が実証的科学的思考の受け皿になったと指摘されている。

#### 対外政策
改革当初、ロシアを始め、諸外国からの脅威が迫りつつあった。ロシアへの対処として定信は蝦夷地を不毛のままとし、開発しない事が日本の安全につながるとし、引き続き松前藩に統治を委託すべきであると考えていた。だが、本多忠籌を始めとする幕閣と勘定奉行は蝦夷地を幕府が直轄統治しての開発論を支持した。だが、同時に定信は将来的に松前藩が蝦夷地の支配権を幕府に投げ出すと予想し、蝦夷地を東北の諸大名に分割して預けさせ開発させるという将来構想も語っており蝦夷地開発を否定していたわけではなかった。さらにアイヌを手なずけるための御救貿易を提案した。最終的に定信は自説を貫いたため蝦夷地は松前藩が統治し続けたが、本多忠籌らが提案した御救貿易を役人を派遣して行っている。諸外国の船の出現を受け、海防の充実のために、寛政3年（1791年）9月、長崎にて砲術稽古場を、翌7月に江戸郊外に大筒稽古場を設けた。諸役人の旗幟と具足を調査させるとともに軍役動員の参考資料とすべく軍学者の福島国雄に彼の先祖が慶安年間に作成していた軍役令を提出させている。
ヨーロッパの情勢が変化する中、寛政5年（1793年）6月20日、定信は消極的開国政策を示した。大黒屋光太夫とアダム・ラクスマン一行を松前に招き、幕府として交渉に応ずるよう指示、さらに、ロシアの貿易の要求を拒否しない形で、長崎のオランダ商館と交渉するようにという回答を用意し、光太夫を引き取るよう指示した。この時、定信は「ラクスマンが長崎に来てしまったら貿易をするしかないだろう」と書き残している。同年6月30日、ラクスマンは長崎へは行かずに帰路に就いた。
その後、文化元年（1804年）にロシア使節のニコライ・レザノフがラクスマンの時に定信が与えた信牌をもって通商の実行を求めて長崎に来航した。老中の土井利厚は「腹の立つような乱暴な応接をすればロシアは怒って二度と来なくなるだろう」とレザノフから信牌を取り上げた上で強硬に要求を拒絶した。定信はこのような態度は後難を招くと幕府再三進言したが幕府はそれを受け入れなかった。この行為は文化露寇を巻き起こし、樺太、択捉・利尻島へのロシア軍艦からの襲撃を招いた。
西洋以外では朝鮮通信使の接待の縮小などにも努めた。天明の大飢饉の直後で通信使への接待の為の予算を削減しなければいけなくなり、荒廃した国内事情を朝鮮に見せるのを嫌がった為である。

#### 北国郡代
ラクスマンの事件により海外の脅威を実感したためか、事件後の定信は蝦夷地を不毛のままとし開発しない事でロシアの進出を阻む構想を捨て去っていた。長崎以外に海防体制のない日本の海防の欠陥を痛感した結果、「北国郡代」設置による北方防備を構想するようになり、松前藩が蝦夷地の防衛に疲労しているなら「北国郡代」が全体を統括し、奥羽大名に分担させて蝦夷開発を行わせる構想を漏らすようになっていた。
幕府はロシアをはじめとする諸外国からの防衛のため海防掛を新設し定信をその職に任じた。定信は自分で伊豆、相模を巡検して北国郡代・江戸湾防備体制の構築を練ったとされ、江戸湾防衛の為、奉行所を伊豆4ヶ所、相模2ヶ所への設置を唱えている。蝦夷地の防衛に関しては、
- 蝦夷地の支配は、従来通り松前藩に任せる。数年に一度、幕府役人を巡回させる。大筒を配備する。御救貿易を行う。
- 蝦夷地に渡航するための陸奥沿岸の要衝である三馬屋を天領とするため、盛岡・弘前両藩から3千石～4千石ずつ領地を収公し、そこに「北国郡代」を設置する。また、有事の際は、盛岡・久保田両藩に出兵を命じて対処する。
- オランダの協力の元、洋式軍艦を建造[注釈 5]し浦賀や北国郡代に配備し、半数を北海警備に充てる。

このような基本方針を決定し、海防強化にあたった。しかし松平定信が老中の職を退くと、これらの蝦夷地防衛の基本政策は中止となった。

#### 老中から失脚
このように定信の改革は一定の成果をあげたが、厳粛な厳しい政治は後に大田南畝により「白河の清きに魚のすみかねて もとの濁りの田沼こひしき」などと揶揄された。幕府のみならず様々な方面から批判が続き、下記の尊号一件事件も絡み僅か6年で老中を辞任する。7月23日、定信は、海防のために出張中、辞職を命じられて老中首座並びに将軍補佐の職を辞した。
これは、天明の大飢饉から幕府財政が回復しつつあるなか、対外問題、外交問題とまだまだ問題山積する中での突然の辞任だったため、当時、落首にて「五、六年金も少々たまりつめ、かくあらんとは誰も知ら川」と歌われた。
定信辞任の2ヵ月後の9月、鎖国の禁を破った罪人であるはずの大黒屋光太夫は処刑を免れて江戸城で将軍・家斉に謁見し、蘭学者たちは翌年11月11日（1795年1月1日）からオランダ正月を開始し、光太夫も出席した。光太夫のキリスト教国からの帰国により、蘭学者勢力の隆盛をもたらした
定信の辞任は「尊号一件」が原因と言われることが多い。大政委任論では朝廷の権威を幕政に利用するが、光格天皇が実父の閑院宮典仁親王に太上天皇の尊号を贈ろうとすると朱子学を奉じていた定信は反対し、この尊号一件を契機に、父である徳川治済に大御所の尊号を贈ろうと考えていた将軍・家斉とも対立していた。治済の実兄である松平重富の官位昇進や治済の二の丸への転居も企てており、定信は尾張・水戸両家と共にこれを却下していた。以下の逸話が伝わっている。将軍・家斉と対立し、怒った家斉は小姓から刀を受け取って定信に斬りかかろうとした。しかし御側御用取次・平岡頼長が機転を利かせて、「越中殿（定信）、御刀を賜るゆえ、お早く拝戴なされよ」と叫んだために家斉も拍子抜けし、定信に刀を授けて下がったという。
寛政6年（1794年）。定信の帰国が予定される中で、尾張・水戸両家は松平信明、本多忠籌に対し、下々が定信を惜しんでいると聞いているので御用部屋にて政治に関与しているように装うべきではないかと伝えた。当時幕閣内部においても定信の政治の独裁的傾向への反発が強まっていた。両名は世上では彼を惜しんでいるというが、皆がそういうわけではない。彼を世上の感情のみを配慮して用いるのは、政治の軽視にあたる、などと拒否している。
定信引退後も幕府には、松平信明、牧野忠精をはじめとする定信の政治方針を引き継いだ老中達がそのまま留任し、政策を引き継いだ。彼らは寛政の遺老と呼ばれ、寛政の改革の路線は維持された。定信の寛政の改革における政治理念は、幕末期までの幕政の基本として堅持された。

### その後
老中失脚後の定信は、白河藩の藩政に専念する。白河藩は山間における領地のため、実収入が少なく藩財政が苦しかったが、定信は軽輩の家臣の子女への内職として煙管作りや織物を推し進め、南須釜村・北須釜村にたたら製鉄の設備を作り、城下に薬園を設け、朝鮮人参や附子（）などの薬草を栽培させた。特に附子は小野蘭山の著書『本草綱目啓蒙』のなかにおいて、江戸では良質であるため白河附子として珍重されていると記載されている。塗物役所を設置したり、孟宗竹・生姜・たばこ・藺草の栽培・馬産を奨励するなどして藩財政を潤わせた。
教育にも力をいれ、寛政3年（1791年）、白河藩の藩校となる立教館を創設、続いて寛政11年（1799年）に、庶民教育のために城の大手門前と須賀川町に郷校として敷教舎を設立するなど藩士・庶民へ教育を施した。敷教舎は『白河風土記』に「城下の庶商幼童の輩をして学問筆戔算教導の所」と書かれている通り庶民のための学校だった。立教館から派遣された教授が四書五経の講釈を行い、手習・素読・算術等は町人や医師が担当し教えた。教育方針として「敷教条約」を作成し広めた。内容は産まれた赤子の食料不足や生活困窮のための間引きの禁止などであり、子供のいる家には赤子養育料を支給する制度をつくり出生児の養育支援を行った。
享和元年（1801年）には日本最古の公園とされる南湖と名付けた一万六千坪の庭園を竣工している。この庭園は他大名の物と違い塀も柵もなく「士民共楽」という思想の元、庶民にも開かれており家臣や庶民を慰撫するなどと民政にも尽力し名君として慕われた。だが同時にその厳しい倹約政策から不満を漏らす家臣の記録もまた残っている。
ところが、寛政の改革の折に定信が提唱した江戸湾警備が文化7年（1810年）に実施に移され、最初の駐屯は主唱者とされた定信の白河藩に命じられる。これが白河藩の財政を圧迫した。
文化9年（1812年）、家督を長男の定永に譲って隠居したが、なおも藩政の実権は掌握していた。定永時代に行なわれた久松松平家の旧領である伊勢桑名への領地替えは、定信の要望により行われたものとされている。桑名の良港が目当てだったと云われている。異説として、前述の江戸湾警備による財政悪化に耐え切れなくなった定永が、江戸湾岸の下総佐倉への転封によってこれを軽減しようと図ったために、佐倉藩主・堀田正愛やその一族である若年寄・堀田正敦との対立を起こし、懲罰的転封を受けたとする説もある。なお、この三方領知替え（三方お得替え）の調整に老中水野忠成とともにあたったのが勘定奉行の遠山景晋であるが、景晋は定信が始めた学問吟味で首席となって頭角を表し、勘定奉行まで出世した旗本である。

### 最期

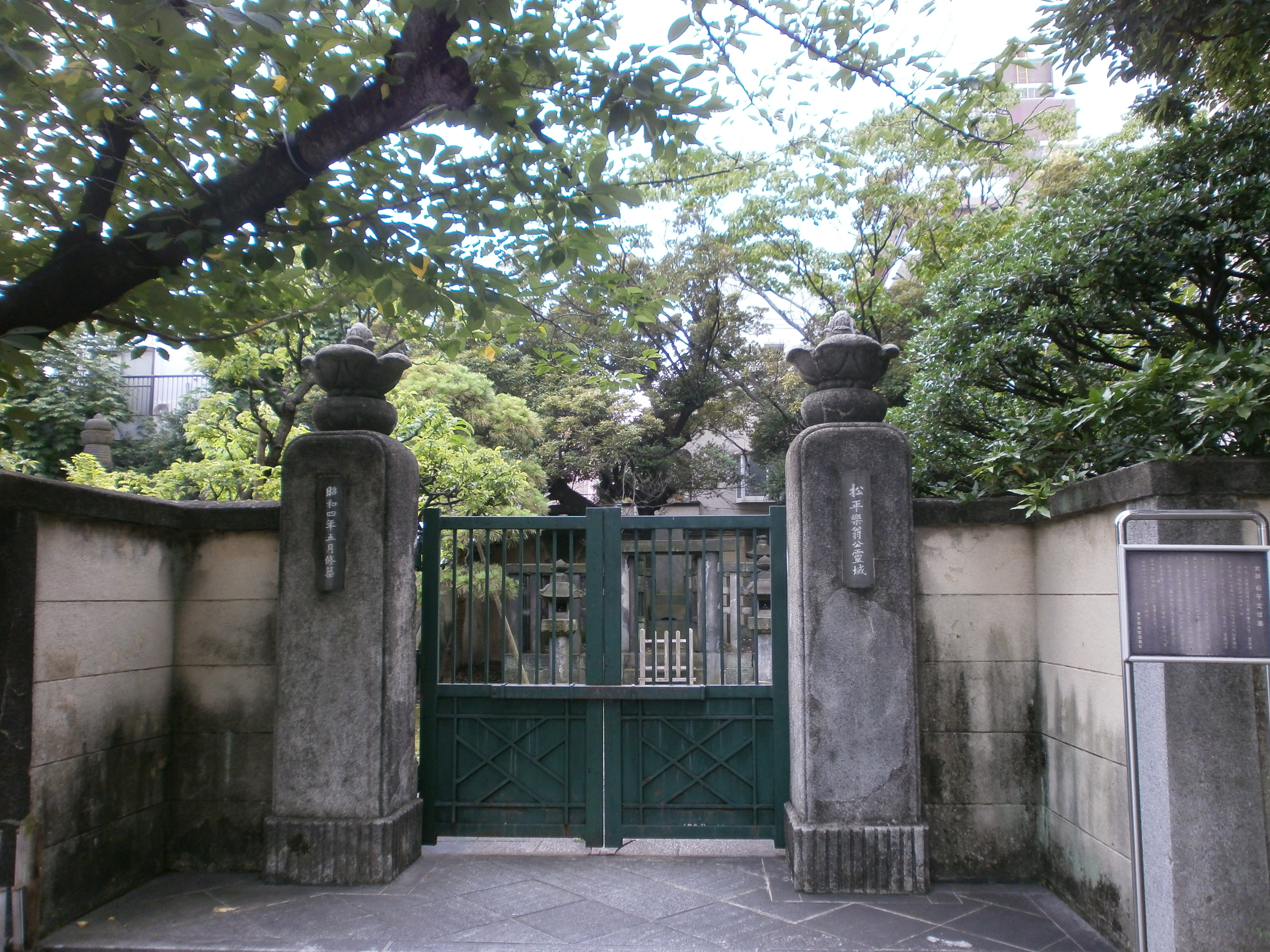
松平定信墓地門（霊巌寺）

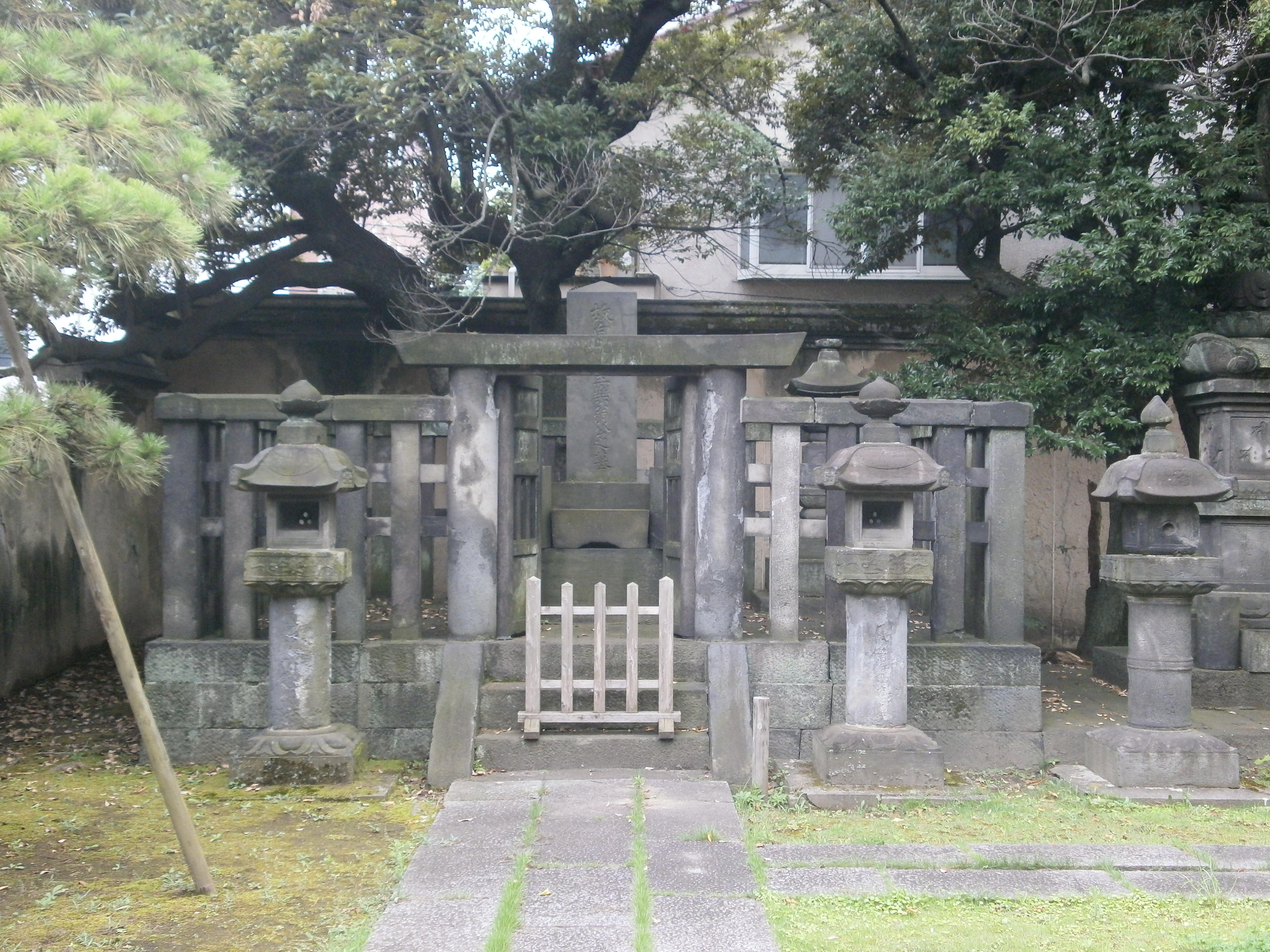
松平定信の墓（霊巌寺）

文政12年（1829年）の1月下旬から風邪をひき、2月3日には高熱を発した。3月21日には神田佐久間町河岸から出火し、火が日本橋から芝まで広がり、多数の建物が焼失し2,800余人の焼死者が出たが、白河松平家の八丁堀の上屋敷や築地の下屋敷である浴恩園、さらに中屋敷も類焼したため、定信は避難することとなるが、避難する際に定信は屋根と簾が付いた大きな駕籠に乗せられ、寝たまま搬送されたため、道が塞がって民衆が迷惑したという。さらにこの時、松平家の家人が邪魔な町人を斬り殺したという噂が世上に流布した。この時の大火に関する落首や落書があり、「越中（定信）が、抜身で逃る、其跡へ、かはをかぶつて、逃る越前（福井藩のことで、福井藩にも町人を斬り殺した噂が流布していた）」「ふんどしと、かはかぶりが、大かぶり」と無届の一枚刷りによって多数刊行された。これは寛政の改革の際に出版統制を行った定信に対する業界の復讐であったとされる。
屋敷の焼失により、定信は同族の伊予松山藩の屋敷に避難したが、手狭のため4月18日に三田の松山藩中屋敷に移った。この仮屋敷の中で病床にあった定信は家臣らと歌会を開き、嫡子の定永と藩政に関して語り合った。一時は回復の兆しも見せたが、5月13日の八つ時（午後2時）頃から呻き声をあげ始め、七つ時頃（申の刻、午後4時）に医師が診察する中で、急に脈拍が変わり、死去した。享年72 （満70歳没）。
辞世は「今更に何かうらみむうき事も 楽しき事も見はてつる身は」。墓地は東京都江東区白河の霊巌寺にある。三重県桑名市の鎮国守国神社に「守国大明神」として祀られる。

## 田沼政権との連続性
通説では定信は田沼意次の政策をことごとく覆したとされるが、近年ではむしろ寛政の改革には田沼政権との連続面があったと指摘される。
徳川黎明会徳川林政史研究所編著『江戸時代の古文書を読む―寛政の改革』においては、「定信の反田沼キャンペーンは、かなり建前の面が強く、現実の政治は、田沼政治を継承した面が多々みられる。とくに学問・技術・経済・情報等の幕府への集中をはかったことや、富商・富農と連携しながらその改革を実施したことなどは、単なる田沼政治の継承というより、むしろ田沼路線をさらに深化させたといってよいであろう」としている。
日本中世・近世史を専門とする高木久史は『通貨の日本史』の中で、近年では定信と田沼政権との間には連続面があった事も重視されていると書き、その一つとして通貨政策をあげている。定信は天明8年（1788年）、江戸の物価を抑えるために明和二朱銀の製造を停止し元文銀を増産させた。定信は田沼が発行した南鐐二朱銀を否定していたという通説があるが、高木は「製造は停止したが、通用は停止していない。あくまで金貨・銀貨相場を是正しようとしたものであり、田沼政権の通貨政策そのものを否定しようとしたわけではない。1790年には、二朱銀を、あまり通用していなかった西日本の各国でも使うよう強制した。結果、金貨単位計量銀貨の使用がむしろ定信政権の時期になって広まった。新井白石が荻原重秀の通貨政策をことごとく覆したことと対照的である」と書いている。
他の通貨政策としては徳川吉宗は紙幣の通用を解禁したが、田沼は金札・銭札、許可したもの以外の銀札の通用を停止するなど、紙幣経済の発達を阻害するような政策を行ったが、定信は寛政2年（1790年）に伊勢神宮の御師や伊勢山田商人が発行していた山田羽書を山田奉行（伊勢奉行）発行に変更し、準備金の範囲内での発行、偽札対策などを徹底させるなどといった近代的な紙幣政策を行っており、山田羽書は事実上の幕府発行の紙幣といえる状態にするなど紙幣政策においては、むしろ田沼よりも進歩的な政策を行っている。山田羽書が幕府すなわち山田奉行所の管理下に置かれたことにより、商人の都合による乱発が防がれ、通貨供給量が安定することとなった。
日本近世史を研究する藤田覚は『勘定奉行の江戸時代』の中で、「寛政から文化期の財政経済政策は、緊縮により財政収支の均衡を図ることを基本とし、批判の強かった運上・冥加金の請負事業の一部を撤回したが、基本的に田沼時代を引き継ぎ、独自の積極的な増収策をみることはできない」と書き、寛政の改革・遺老の経済政策は独自の政策はないものの、運上・冥加金の一部撤回を除けば、基本的に田沼時代を引き継いでいると述べている。同様に高澤憲治が自著「松平定信」において「幕府が改革において講じた経済政策は、株仲間や冥加金、南鐐二朱判、公金貸付など、実は田沼政権のそれを継承したものが多かった」と述べている。
実際、藤田や高澤が述べた通り株仲間を悉く解散させたとする通説とは異なり、定信は大部分の株仲間を存続させている。改革当初、株仲間を結成させて運上金を徴収した事が物価高騰の原因だとして、株仲間の廃止を上書する者達がいたが、定信は株仲間に対し物価の調整とともに運上金の上納にも期待していたため、改革当初に株仲間と運上金をごく少数廃止したほかは大部分を存続させている。また、天明7年（1787年）には自領にて治安維持のため質屋株仲間を結成させて高利に苦しむ人々の救済をはかっている。
田沼時代に構想された蝦夷開発を否定したとも通説で言われるが、実際には寛政の改革当時の定信を含め幕閣の間において蝦夷開発構想はむしろ肯定的に支持されていた。藤田覚は蝦夷開発の構想は田沼失脚後も勘定所を中心に老中を含む幕府のかなりの部分にまで支持されて浸透していたと述べている。その後、他の老中が主張する松前藩から領地を取り上げての強引な幕府主導の開発ではなく松前藩が蝦夷地の支配権を幕府に投げ出すのを待ち、東北諸大名に分割して開発させる構想を描いていた定信が失脚したことを契機に寛政11年（1799年）に東蝦夷地の幕府直轄にしての開発が開始された。その後、文化4年（1807年）に松前を含む全蝦夷地が幕府直轄地として編入された。しかし、この幕府主導による蝦夷開発は最終的にはゴローニン事件の解決による日露の緊張状態が緩和した事による蝦夷地警衛体制の縮小を理由に文政4年（1821年）に中止される事になり、蝦夷地は松前藩に復領された。その後、政府による蝦夷開発は幕末開港期まで停止されることとなった。
また通説では、田沼を積極財政、定信を緊縮財政とすることが多いが、藤田覚は田沼の政治を「出る金は一文でも減らす」支出を減らす緊縮財政と自書で書いており、藤田は田沼時代の財政経済政策を前代以来の財政緊縮策を継続させたとし、田沼時代を緊縮財政と説明している。
歴史の流れとして田沼時代を享保・寛政の改革とは別のものではなく、洋書輸入の解禁や株仲間の結成など享保期の政策が実を結んだ結果として田沼時代が誕生したのであって、意次の登場によって唐突に田沼時代という新しい時代が到来したのではなく、田沼時代を享保期からの延長線のものと論ずるのが現在の通説となっている。同時に定信が寛政改革発足時に発布した天明7年（1787年）の3年間の倹約令を指して田沼の積極財政から逆転する緊縮政策だと通説で語られることも多いが、実のところは、田沼自身が天明3年（1783年）より、7年間の倹約令を発布しているので、少なくとも定信が行った天明7年からの3年間の倹約令は田沼の政策からの逆転どころか、田沼失脚によって行われなかったはずの残りの年数を消化しようという田沼の政策をそのまま追認したものである。このように田沼と定信を指し、積極財政 vs 緊縮財政などと言われがちであるが、実際は定信の緊縮政策は田沼の緊縮政策を追認、深化した田沼政治からの連続性といえるものも多い。

## 人物
通説の中の松平定信といえば朱子学狂いとの印象が強い。だが、実際の定信の主義思想は老中に就任する5年前に書かれた『修身録』にて、「朱子学は理屈が先に立ち、学ぶと偏屈に陥る」「学問の流儀は何でもよい。どの流儀にもいいところ、悪いところがあり、学ぶ側がいいと思えばいい。流儀にこだわるのは馬鹿の詮索だ」などとむしろ朱子学に批判的な意見を述べている。このことから、朱子学推進はあくまで官僚の統制に利用しただけで、むしろ本人の主義思想は朱子学ではなく、当時流行していた折衷学派の思想に近く、通説における朱子学を盲信する人物像と乖離した実像が見てとれる。
また、寛政の改革では、卑俗な芸文を取り締まった定信であるが、私人としてはこうした芸文を厭っていたわけではなく、むしろ好み楽しむ一面を持っていた。例えば、『大名かたぎ』（天明4年頃）という大名社会を風刺した戯作や『心の草紙』（享和2年自序）など、自ら執筆した黄表紙風の未刊の戯作が存在する。また、長じて執筆した膨大な随筆類には、市井の話題を熱心に取り上げるなど、公私で矛盾した一面があったものの、為政者としての立場から世情を理解しようとする側面が見える。
老中退任後の定信は、老中時代の規制とは正反対の文化活動への擁護者としての立場に立っている。定信は当時はまだ庶民の物とされていた浮世絵を収集しており、老中退任後、愛蔵した浮世絵の詞書（前書き）を上巻は「田沼こひしき」と揶揄したと噂された大田南畝、中巻は朋誠堂喜三二、下巻は山東京伝といった処士横断の禁の際に処罰された者へ依頼し、さらには北尾政美、山東京伝に依頼し両名の合作で『吉原十二時絵巻』を製作させている。これは「十二時（昼間）の遊女」をテーマとしており、この絵巻の吉原の時間の推移を追いながら表現して行く手法は、京伝が咎めを受けた洒落本『錦之裏』と全く同じ趣向であった。さらに京都大火により御所が焼失した際に当時の様子を伝える絵画資料が不足した件で模写の必要性を痛感したことを契機として『集古十種』という古宝物図録集を製作させている。これは各地に所在する古宝物を碑銘・鐘銘・兵器・銅器・楽器・文房・印章・扁額・肖像・古書画の10種に分け、所在地・寸法などと共に模写図を添えた1,859点を収載する、85巻の大作であった。これには続編として絵巻物を中心に、肖像画、神像等の彫刻、染織作品を収録した『古画類聚』も作られた。これに取り上げられた古物は、現在では既に亡失した刀剣、幻の絵巻、古文書などの記録だけに散見する作品等なども含まれている。定信は全国規模で初めて国内の文化財保護を目的としたアーカィブを作成した先駆者と言える。
定信が入閣した際、当時、幕閣を務める大名でも官僚の出した文章の難しい漢字を読めない人は珍しくなかったが、定信は文書をしっかりと読んで理解するので、修正すべき点をすぐに指摘した為、官僚である役人が「此度の御老中はお読みになれるので、ごまかしがきかない」、つまり頭の切れる老中だから御しにくいとボヤいていたと記録が残っている。
老中を勤め始めて2ヵ月半ほどで2,332両もの臨時の出費があった。幕府関係を担当する役人の不正があったのではないかと疑われ、調査したがそのような事実は無く、これは老中としての威儀を正しての登城・将軍の名代としての任務・登城前の屋敷への来客に対する応接費などで多額の出費が必要であったことが判明した。本来は公的に受け取りが認められている進物や賄賂によって補填するが、定信は周りに範を示すべく受け取らなかったため、諸経費は全て赤字となった。
定信は他者が賄賂を受けると不快感を示すなど得を取るより名を取ろうとする逸話が見られる。彼は生前はもとより死後の後世への自身のイメージ戦略に努めていた。定信は自らの著作物や家臣に編纂させた自分の伝記によって自身を後世に当時の価値観からみて賞賛される儒教的政治家であったことを残し、自身や自家にとって不都合なことを隠蔽しようと努め、それが成功した人物といえる。

### 洋学への強い関心
定信は軍事関係の知識を中心に洋学に強い興味を持っていた。寛政元年（1789年）、北方の地理やロシアについての情報を得る為、『ニューウェ・アトラス』という地図を入手しオランダ通詞の本木良永に訳させている。さらに、田沼時代の幕府に折る改暦事業を引き継ごうとして、寛政3年（1791年）には自らが所蔵する天文書をこれもまた本木良永に訳させ寛政5年（1793年）に幕府に献上している。
定信はオランダ語を学ぼうとしたものの、蘭書を読む域には達せなかったため、寛政4年（1792年）に元オランダ通詞である石井庄助を、寛政5年に蘭方医である森島中良を召し抱えている。石井は定信が収集した洋書の翻訳を命じられ、軍事関係の事項を抜粋した『遠西軍書考』を編纂している。石井は白河藩校である立教館の蘭書局でオランダ語を教える傍ら、寛政6 - 7年に『蘭仏辞典』を訳しており、これに稲村三伯らが手を加え、日本最初の蘭日辞典である『ハルマ和解』が完成した。
自然科学についての関心も深く、ガラス製のリユクトポンプ（空気ポンプ）を作らせ、鳥などを入れて空気を出し入れすることで、生き物にとって空気が不可欠であることを証明する実験を行っている。洋画収集を趣味として持っており、亜欧堂田善に洋式銅版画の技術を学ばせている。これは地図など海防上での利点の効果も期待していた。他にもトランペットの模造や「蛮国」製の万力の模造品を作らせ浴恩園にて操作させている。軍事本ではないが、オランダの植物学者ドドネウスが書いた草木譜『CRVYDT-BOECK』の翻訳を石井当光、吉田正恭らに全訳を命じ『ドドネウス草木譜』を作らせている。

## 逸話

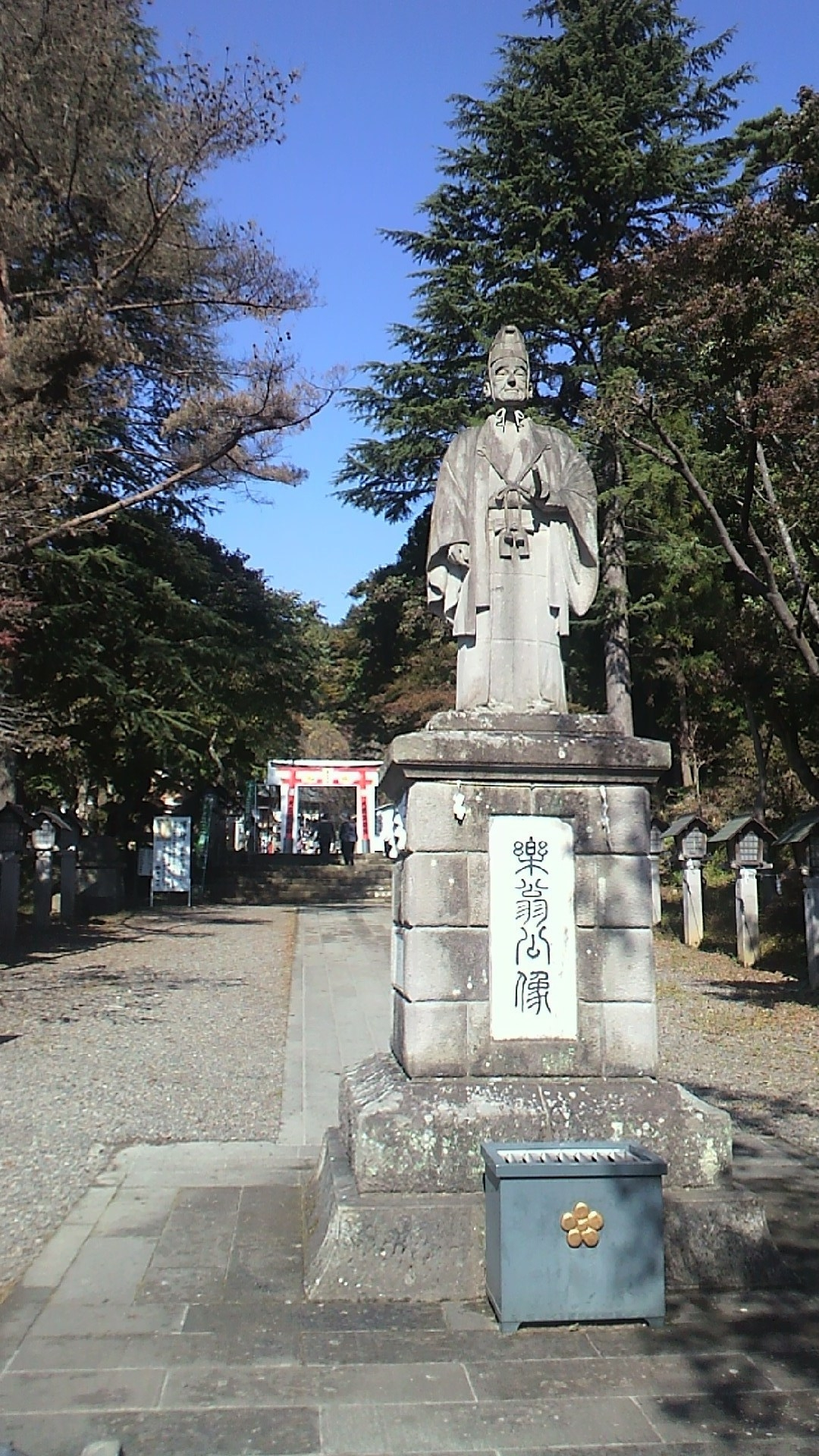
南湖神社前にある石像

- 著書に『花月草紙』、『宇下人言（）』、『集古十種』等100以上を残す。また、頼山陽をはじめ多くの学者との交流を持った。白河藩に日本初の公園（南湖公園）を造るなどの政策も行う人物だった。
- 詩歌もよくし、「心あてに 見し夕顔の 花散りて 尋ねぞ迷ふ たそがれの宿」（一説に「心あてに 見し夕顔の 花散りて 尋ねぞわぶる たそがれの宿」とも）から、たそがれの少将とも呼ばれた。
- みなもと太郎による日本の漫画『風雲児たち』では「定信は自領白河の百姓13歳以上に読み書きを禁止した」と書き、庶民教育に理解のない人物であるように描写されているが、実際には上記で書かれたとおり寛政11年（1800年）に敷教舎という庶民教育の学校を建てており、庶民教育にも力をいれている[29]。
- 林子平が処罰された理由は「幕府が」在野の論者による幕府に対する政治批判を禁止していたからであり、その内容の有用性の有無は関係がない。むしろ、定信は北国郡代設置による北方防備を構想するとともに、みずから伊豆・相模を巡検して江戸湾防備体制の構築を練り、洋式船を模した軍船の製作を目指すなど子平が主張した海防に沿う行動をしている。だが、定信の失脚により無に帰った。
- 林子平が処罰された理由の一つとして『海国兵談』を出版した時期がまずかったという理由も存在している。当時、二度にわたる異国船への通達の直後にロシアによる朝鮮侵略の噂が上方にまで広まっていた上に、天候不順による米価の高騰とあわさって打ちこわしが起こってもおかしくない状況となっていた。そんな繊細な時期での異国脅威論は幕府から見て社会の混乱を助長するものでしかなかった[52]。
- 『宇下人言』は定信の字を分解して付けた名前として知られている（定⇒宇下、信⇒人言）。同書の中で定信は、「自分は幼少の頃は短気だったが、師として付けられた大塚孝綽・黒沢雉岡、近習だった水野為長の3人の指導によって性格が改まった」としている。孝綽は田安家は徳川将軍家の藩屏として朱子学を奉じるべきであると主張しており、定信が古文辞学や古学に通じながらも寛政異学の禁を出した背景には、自己の学問と老中としての政治的立場を分けて考える定信の学問観があったと考えられる。
- 儒教に傾倒するあまり、自粛的な一面があったといわれる。「房事（性行為）というものは、子孫を増やすためにするもので、欲望に耐え難いと感じたことは一度もない」と『宇下人言』に記している。一度手をつけた女性を屋敷から召し放つ前に、寝所を共にして嫁ぐための心得などを教え諭したこともある。これは定信が情欲に耐えられるかという修行の目的で行ったことで、「いささかも凡情（欲望）起こらず」と記している。
- 寛政異学の禁の異学という部分で蘭学などの学問も排斥しようとしたと誤解されがちだが、この異学とは朱子学以外の儒学のことを指しており、儒学の外にある蘭学などの儒学でもない学問を禁止などしていない。ただ儒学の中においてだけ朱子学を正道としたのみである。また、禁じたと言っても昌平坂学問所での朱子学以外の講義を禁止したというだけであり、朱子学以外の学派を全面的に弾圧したわけではない。昌平坂学問所の講師の中には学問所の外で独自に朱子学以外の講義をとるものもいた。
- 定信は学問振興の政策の一環と人材登用の手段として学力試験「学問吟味」を行った。当時、学問・教養にあまり関心がなかった幕臣たちの態度に定信は落胆し、幕臣たちに学問を奨励するために試験を考えたという。受験資格は、主に幕臣や地役人などに限定し、昌平坂学問所で試験を行った。科挙のような官吏登用試験ではなかったが、人材発掘の機会となり、成績優秀者が登用された。第2回学問吟味においては、旗本では遠山景晋、御家人では大田覃（南畝）、近藤重蔵らが好成績を挙げ、景晋は目付、長崎奉行、勘定奉行など異例の昇進を果たし、定信に批判的と噂された南畝も、勘定奉行配下支配勘定に、近藤重蔵は、長崎奉行手付出役に採用され、後に寛政10年（1798年）、蝦夷地調査隊の一員に加わった。その他、部屋住み惣領の部屋住勤仕なども促進された。
- 一方で、これら学問吟味などの教育改革の結果、幕府高官に御家人や庶民の出身者が多いことに触れて、「寛政以来、幕府の要職者は卑しい身分からの者ばかりで武功の家の者は少なくなった」と述べた記録が残っている。
- 蘭学に関しては、彼の著書、『宇下人言』では「蘭学は有益」との記述が見られる。また、彼の意思を継いだ寛政の遺老達の手で洋書の翻訳機関である蛮書和解御用方が作られているなど、思想面はともかく技術面にかけては積極的に採用しようとした面がうかがえる。
- 実父の徳川宗武は国学を保護したことで知られているが、定信は逆に『花月草紙』において本居宣長の「もののあはれ」を批判するなど、反対の態度を取っていた。これは、宗武に庇護されていた荷田在満が門外不出とされた大嘗会の記録を刊行した『大嘗会便蒙』事件によって、田安家の責任問題に発展した経緯から師の大塚孝綽とともに国学に対する反感を抱いていたからと言われている。後年、定信も国学者を求めて人づてに宣長にも紹介を求めているが、あくまでも古典研究のための人材募集であり、宣長の推挙した人物を結果的には断っている。なお、宣長の方は寛政の改革に強く期待して著書の『玉くしげ』を定信に献上するなど、自己の考え方が政治に生かされることを願ったが、失敗に終わることとなった。
- 浮世絵にも親しみ、もと浮世絵師の鍬形蕙斎筆『近世職人絵尽絵詞』（3巻、東京国立博物館蔵）は定信の旧蔵品である。なお、この絵巻の詞書は、上巻は四方赤良、中巻は朋誠堂喜三二、下巻は山東京伝といった、寛政の改革で何らかの被害を被った面々が書いている。また、定信は自ら名付けた銘石「黒髪山」の由来を絵画化した『黒髪山縁起絵巻』も蕙斎に描かせている（共に寛永寺蔵、非公開）など、定信は蕙斎にしばしば画を描かせている。のみならず、『甲子夜話』三編巻八には定信が収集した、明和・安永期から寛政・享和頃まで長期に渡る錦絵版画を貼り集めた太い巻物5巻を、肥州公に貸し与えた逸話が記されている。『退閑雑記』巻一には、狩野派の粉本主義の弊害や長崎派の中国かぶれを批判する中にあって、浮世絵には当世の風俗を描写し後世に伝えるという点に一定の価値を認めている[53]。更に、定信自身も絵を描き、その腕前は一定の水準に達している。画風は狩野派風、あるいは南蘋派で30～40点ほどの作品が確認されている。しかし、晩年になると、若いころ家臣などに与えていた絵画を回収して書と交換したと言われており、残された作品数は書に比べると非常に少ない。
- 当時、職人に作らせた白河だるまは白河市の特産物で今でも毎年2月11日には「白河だるま市」という祭りで売られている。
- 白河そばを特産物としたのも定信である。逸話も多々あり、今日でも白河市の人々の心に生きている。
- 寛政12年（1800年）に定信は、文献から白河神社の建つ位置が白河の関であるとの考証を行った。後に近代の発掘調査による再確認によって昭和41年（1966年）に「白河関跡」として国の史跡に指定された。
- 大名ながら起倒流柔術の鈴木邦教（鈴木清兵衛）の高弟で、3,000人といわれる邦教の弟子のうち最も優れた3人のうちの1人が定信だったと伝わる。自らも家臣に柔術を教え、次男の真田幸貫にも教えたという。隠居後も柔術の修行を怠らず、新たな技を編み出した。なお、定信が柔術を志した背景には、自身が病気がちで自己の鍛錬に努めたことにあったという。
- 藩祖・松平定綱が家臣の山本助之進とともに編み出したと伝わる甲乙流剣術が廃れていたが、山本家に残っていた伝書をもとにこれを復元し、起倒流柔術を合わせて工夫を加え、甲乙流を剣・柔を融合させた内容に改めた。それ以前の甲乙流と区別するため、定信が改変した以降のものは「新甲乙流」と呼ぶ場合もある。
- 藩校・立教館で指導されていた山本流居合術に、定信が編み出した技を加え流派の改良を行った。定信が加えた技は「御工夫の剣」と呼ばれた。
- 砲術についても、三木流、荻野流、中島流、渡部流の4流全ての皆伝を得て、4流の長所を合わせて三田野部流を寛政年間に開いたが、その後、さらに多くの砲術流派を研究し、文化年間に御家流砲術を開いた。
- 弓術においては、幼少より日置流を修行し、師の常見文左衛門から書を授けられるほどの腕前であったが、独自に工夫して流派を開いた。その後、さらに日置流を加え御家流弓術を開いた。
- 越中守だったことから「越中様」、西の丸下に屋敷があったことから、「西下（せいか）様」とも呼ばれた。

## 経歴
※明治時代を除き日付は旧暦。
- 安永4年（1775年）
  - 12月1日 - 陸奥国白河藩主の世継となる。
  - 閏12月15日 - 従五位下・上総介に叙任。
- 天明3年（1783年）
  - 10月6日 - 家督相続をし、藩主となる。
  - 同月19日 - 越中守に転任。
  - 12月18日 - 従四位下に昇叙。越中守如元。
- 天明7年（1787年）
  - 6月19日 - 老中上座。勝手方取締掛となり、侍従兼任。
- 天明8年（1788年）3月4日 - 将軍輔佐を兼ねる。月番と勝手方取締掛を停む。
- 寛政元年（1789年）12月26日 - 勝手掛兼務。
- 寛政5年（1793年）7月23日 - 将軍輔佐・老中等御役御免。左近衛権少将に転任。越中守如元。溜間詰
- 文化9年（1812年）3月6日 - 隠居。楽翁を号す。
- 文政12年（1829年）5月12日 - 死去。
- 明治41年（1908年）9月7日 - 贈正三位[2]。

## 編著作
- 『閑なるあまり』2期第5巻、『関の秋風』3期第5巻、「日本随筆大成」編輯部編 吉川弘文館
- 『宇下人言・修行録』、『花月草紙』 西尾実／松平定光校訂 岩波文庫
- 『松平定信蔵書目録』全2巻、朝倉治彦監修、高倉一紀解題「書誌書目シリーズ73」ゆまに書房、2005年
- 『退閑雑記』1797年
- 『集古十種』85巻、1800年ごろ成立、松平定信編‐古画古物の模写約2000点から成る図録集[54]。
- 『古画類聚』38巻
- 『政語』 奈良本辰也校注『近世政道論』（日本思想大系(芸の思想・道の思想4)、岩波書店）ISBN 4000090747 所収

## 系譜
- 父：徳川宗武（1716-1771）
- 母：香詮院 - 山村氏娘
- 養母：近衛通子（1721-1786） - 徳川宗武の正室、近衛家久の娘
- 養父：松平定邦（1728-1790）
- 正室：松平定邦娘
- 継室：隼姫 - 加藤泰武娘
  - 長男：松平定永（1791-1838）
  - 女子：百代子（保寿院） - 加藤泰済正室
  - 女子：烈子（清昌院） - 諏訪忠恕正室
- 側室：貞順院 - 中井氏娘
  - 次男：真田幸貫（1791-1852）
  - 女子：壽子（婉姫） - 牧野忠鎮正室のち内藤信敦継室
  - 女子：庸子 - 松平輝健正室のち前田利幹継室
  - 女子：蓁子 - 松浦熈正室
- 生母不明の子女
  - 女子：福姫（智徳院） - 松平定則正室
- 養子
  - 女子：松平信志正室 - 加藤泰候の娘
  - 女子：宝琳院 - 朽木綱条継室、真田幸貫の娘

## 関連作品

### 小説
- 藤沢周平『闇の傀儡師』
- 南條範夫『夢幻の如く』 徳間文庫ほか
- 井上ひさし『四千万歩の男』講談社文庫ほか
- 樋口有介『船宿たき川捕物暦』ちくま文庫ほか

### 漫画
- みなもと太郎 『風雲児たち』
- さいとう・たかを（原作・池波正太郎）『仕掛人・藤枝梅安』
- よしながふみ 『大奥』※男女逆転設定
- 山口譲司 『おしとね天繕〜ゴールドフィンガー〜』

### 映画
- 『剣光桜吹雪』（1941年、演：河部五郎）
- 『歌麿 夢と知りせば』（1977年、演：仲谷昇）
- 『隠密同心・大江戸捜査網』（1979年、演：三船敏郎）
- 『おろしや国酔夢譚』（1992年、演：江守徹）
- 『写楽』（1995年、演：坂東八十助）
- 『のみとり侍』（2018年、演：三浦貴大）

### テレビドラマ
- 『大奥』（1968年、関西テレビ、演：穂高稔）
- 『紫頭巾／紫頭巾事件帖』（1972年、東京12チャンネル、演：勝呂誉）
- 『闇を斬れ』（1981年、関西テレビ、演：沖雅也）
- 『大江戸捜査網』
  - 1970年〜1984年放映版（テレビ東京）
    - 第1期1970年〜1974年、演：堀雄二
    - 第2期1974年〜1979年、演：黒川弥太郎
    - 第3期1979年〜1984年、演：永井秀明

  - 1990年〜1992年放映版（テレビ東京）
    - 第1期1990年〜1991年、演：田村高廣
    - 第2期1991年〜1992年、演：若林豪
- 『斬り捨て御免!』（1980年～1983年、テレビ東京、隠居後の白河楽翁として）
  - 第2期1980年、演：八代目松本幸四郎
  - 第3期1982年、演：辰巳柳太郎
- 『闇の傀儡師』（1982年、フジテレビ 演：石橋蓮司）
- 『栄花物語』（1983年、TBS、演：村井国夫）
- 『忍の一字』（1985年、NHK、演：宅麻伸）
- 『大江戸風雲伝』（1994年、NHK、演：阿部寛）
- 『殿さま風来坊隠れ旅』（1994年、テレビ朝日、演：ひかる一平）
- 『ひらり又四郎危機一髪!』（1995年、日本テレビ、演：広岡瞬）
- 『風光る剣 -八嶽党秘聞-』（1997年、NHK正月時代劇、演：神田正輝）
- 『鬼平犯科帳』第8シリーズ（1998年、フジテレビ、演：市村羽左衛門）
- 『四千万歩の男・伊能忠敬』（2001年、NHK、演：片岡仁左衛門）
- 『幻十郎必殺剣』（2008年、テレビ東京、演：中村敦夫）
- 『剣客商売』スペシャルドラマ「春の嵐」（2008年、フジテレビ、演：福士誠治）
- 『隠密秘帖』（2011年、NHK、正月時代劇、演：渡辺大）
- 『隠密八百八町』（2011年、NHK、土曜時代劇、演：平幹二朗）
- 『だましゑ歌麿』III〜IV（2013年〜2014年、テレビ朝日、演：梅沢富美男）
- 『大江戸捜査網2015〜隠密同心、悪を斬る!』（2015年、テレビ東京、演：加藤雅也）
- 『風の峠〜銀漢の賦〜』（2015年、NHK、演：池内万作）
- 『陽炎の辻 完結編〜居眠り磐音 江戸双紙〜』（2017年、NHK正月時代劇、演：工藤阿須加）
- 『無用庵隠居修行』（2017年～、BS朝日、演：杉本哲太)
- 『大奥』（2023年、NHK、演：安達祐実）※男女逆転設定
- 『大奥』（2024年、フジテレビ、演：宮舘涼太）
- 『べらぼう〜蔦重栄華乃夢噺〜』（2025年、NHK大河ドラマ、演：寺田心→井上祐貴）

## 展覧会
- 「松平定信と源氏物語」、会期：2024年1月13日 - 2月25日、会場：桑名市博物館[55]

- 「松平定信と江戸文化」、会期：2025年5月24日 - 7月6日、会場：桑名市博物館[56]